# Protojanira leleupi
Protojanira leleupi är en kräftdjursart som beskrevs av Grindley 1963. Protojanira leleupi ingår i släktet Protojanira och familjen Protojaniridae. Inga underarter finns listade i Catalogue of Life.